# (4299) WIYN
(4299) WIYN es un asteroide perteneciente al cinturón de asteroides, descubierto el 28 de agosto de 1952 por el equipo de la Universidad de Indiana desde el Observatorio Goethe Link, Brooklyn (Estados Unidos).

## Designación y nombre
Designado provisionalmente como 1952 QX. Fue nombrado WIYN en homenaje al telescopio WIYN, ubicado en el Observatorio Nacional de Kitt Peak.